# Гіпотеза циклічного перенаселення
Гіпотеза циклічного перенаселення: за певних (особливо сприятливих) умов популяції виявляються в стані перенаселення, тобто їх чисельність виходить за межі, визначувані ємністю середовища; причому такі «прориви» деяких популяцій відбуваються через регулярні проміжки часу. Прикладом можуть служити спалахи чисельності сарани (Chortoicetes terminifera) у сухих злаковниках Південної Австралії (кожні 30-40 років; перший спалах зареєстровано в 1845 р.). На сході Австралії нашестя сарани ще більш часті — тут антропогенна діяльність людини (особливо випас овець) створює умови, де поєднання ґрунту і рослинності сприяє розмноженню та росту популяції сарани, що відзначав у 1957 р. Б. П. Уваров.
В Альпах у модринової листовійки (Zeiraphera griseana) цикл зростання чисельності популяції (до 10 тисяч раз) спостерігається раз на 10 років (Baltensweiler, 1938). Максимум чисельності шишкарів (Loxia curvirostra) спостерігається у Фінляндії приблизно раз на 3 роки і збігається з урожаєм ялинових шишок, насінням яких цей вид харчується.
Ще одним прикладом можуть служити циклічні сукцесії. Так, поблизу берегів Перу спостерігається трансгресія теплих вод на південь, відома під назвою «Ніньйо». При цьому теплі води витісняють з поверхні холодні раз на 7 років, температура води підвищується в середньому на 5 °С, змінюється солоність, відбувається «по ланцюжку» загибель планктону, риб,  морських птахів (особливо бакланів), що призводить до циклічних сукцесійних змін.

## Ресурси Інтернету
- Дедю И. И. Экологический энциклопедический словарь. — Кишинев, 1989 [Архівовано 24 жовтня 2016 у Wayback Machine.]
- Словарь ботанических терминов / Под общ. ред. И. А. Дудки. — Киев, Наук. Думка, 1984 [Архівовано 31 жовтня 2016 у Wayback Machine.]
- Англо-русский биологический словарь (online версия) [Архівовано 6 листопада 2016 у Wayback Machine.]
- Англо-русский научный словарь (online версия) [Архівовано 21 жовтня 2016 у Wayback Machine.]